# 溫忠德
溫忠德（羅馬拼音：Oon Chong Teik，1936年8月31日—），是一位馬來西亞已退役男子羽球運動員。他的弟弟溫忠哲、溫忠豪也都是羽球運動員。

## 簡歷
溫忠德在英國劍橋學習醫學，也沉迷於羽球運動。在他就學的國家裡，他分別於1961年和1962年參加了當時非官方的世界錦標賽全英羽球公開賽，並打到半決賽。在此之前，他已經贏得了1957年的威爾斯羽球國際賽男子單打冠軍以及與莊友明一起贏得蘇格蘭羽球公開賽男子雙打冠軍。他與莊友明還獲得1957年荷蘭羽球公開賽和愛爾蘭羽球公開賽的男子雙打冠軍。1961年，他贏得比利時羽球國際賽男子單打冠軍，並與歐利·梅爾茲一起贏得男子雙打冠軍。1963年，他在歐洲逗留期間，前往東德旅行，在那裡他在特勒比茨贏得了兩次錦標賽冠軍。1964年，他與弟弟溫忠哲一起贏得法國羽球公開賽男子雙打冠軍。